# QST病院
QST病院（キューエスティびょういん）とは、国立研究開発法人量子科学技術研究開発機構(National Institutes for Quantum and Radiological Science and Technology)の病院である。放射線診断・治療を主とした研究病院であり、緊急被曝医療専門病院でもある。

## 沿革
公式ページの沿革参照
- 1961年（昭和36年） - 放射線医学総合研究所 病院部として診療開始。
- 1993年 (平成5年) 重粒子線がん治療装置HIMAC完成。放射線医学総合研究所 重粒子治療センター治療・診断部と改名。
- 2001年（平成13年）独立行政法人放射線医学総合研究所　重粒子医科学センター病院発足
- 2015年（平成27年）8月26日 - 原子力災害時の被曝医療の中心になる「高度被ばく医療支援センター」に指定[1]。
- 2016年（平成28年） - 量子科学技術研究開発機構発足　放射線医学総合研究所病院に改名。
- 2019年4月1日（平成31年） QST病院（キューエスティビョウイン）に名称変更。組織変更により、放射線医学総合研究所の管轄下から外れ、量子医学・医療部門の下で並ぶ組織となっている。

## 病床数内訳
- 無菌室2床
- 負圧室2床
- 緊急被曝汚染室4床
- 一般92床 計100床

## 交通アクセス
- JR東日本総武線稲毛駅東口下車、徒歩10分。
- 稲毛駅より京成バス稲31・稲32・稲33で「放医研正門」下車。

### 放射線医学総合研究所病院
- 放射線医学総合研究所
- がん診療連携拠点病院（本院は非指定）
- 重粒子線がん治療

### 重粒子治療機関
- 兵庫県立粒子線医療センター

### 陽子線治療機関
- 筑波大学陽子線医学利用研究センター
- 国立がん研究センター東病院
- 静岡県立静岡がんセンター
- 福井県立病院
- 兵庫県立粒子線医療センター
- 南東北がん陽子線治療センター